# 1396 Outeniqua
1396 Outeniqua eller 1936 PF är en asteroid i huvudbältet som upptäcktes 9 augusti 1936 av den sydafrikanske astronomen Cyril V. Jackson i Johannesburg. Den har fått sitt namn efter ett berg i Sydafrika.
Asteroiden har en diameter på ungefär 11 kilometer och den tillhör asteroidgruppen Flora.